# Eupalamus lacteator
Eupalamus lacteator là một loài tò vò trong họ Ichneumonidae.